# Labuan Hiu
Labuan Hiu is een bestuurslaag in het regentschap Nias Selatan van de provincie Noord-Sumatra, Indonesië. Labuan Hiu telt 693 inwoners (volkstelling 2010).